# 613279 Isaacmiguel
613279 Isaacmiguel este o planetă minoră (asteroid) din Inner Main Belt⁠(d). A fost descoperită pe 24 decembrie 2005 la  de Juan Lacruz⁠(d). 
Obiectul prezintă o orbită caracterizată de o semiaxă mare de 1,9094692406898 UAi, o excentricitate de 0,043163971436951, o înclinație de 19,401926437015 ° în raport cu ecliptica.